# Amblyoproctus centroamericanus
Amblyoproctus centroamericanus är en skalbaggsart som beskrevs av Brett C.Ratcliffe 2003. Amblyoproctus centroamericanus ingår i släktet Amblyoproctus och familjen Dynastidae. Inga underarter finns listade i Catalogue of Life.